# New London (CDP, New Hampshire)
New London CDP ist ein Census-designated place (CDP) in der Town of New London im Merrimack County im US-Bundesstaat New Hampshire. Die Volkszählung von 2020 erfasste 1.266 Einwohner. Der CDP wurde im Jahr 2010 erstmals vom Census definiert. Er umfasst den Kernort der Town of New London.

## Lage
Der Ort liegt bei den Koordinaten 43° 24' 53.36" Nord und 71° 59' 5.79" West auf einer Höhe von 392 Metern über dem Meeresspiegel nordöstlich des Sunapee Lake. Die 2,9 km² große Fläche des Gebietes enthält laut Census rund 0,01 Wasserfläche. Durch den Ort verläuft die New Hampshire Route NH-114.